# Joseph Schweinacher
Joseph Stanislaus Schweinacher (* 7. April 1766 in Landshut; † 20. Februar 1851 ebenda) war ein deutscher Orgelbauer.

## Leben
Joseph Schweinacher war Sohn von Johann Schweinacher. Er wurde noch an seinem Geburtstag in der Martinskirche getauft.  Er erbte den Betrieb 1793 von seinem Vater und heiratete später die Borstenmachertochter Franzika Huber in der Martinskirche. Die Ehe blieb kinderlos. Er übergab 1843 den Betrieb an Johann Ehrlich. Er starb im Heilig-Geist-Spital seiner Heimatstadt.

## Werkliste (Auswahl)
| Jahr     | Ort           | Gebäude           | Bild | Manuale | Register | Bemerkungen                                                                                     |
| -------- | ------------- | ----------------- | ---- | ------- | -------- | ----------------------------------------------------------------------------------------------- |
| 1795     | Seyboldsdorf  | St. Johann        |      |         |          | nicht erhalten                                                                                  |
| 1799     | Altfraunhofen | St. Nikolaus      |      | I/P     | 12       | nicht erhalten, frühklassizistisches Gehäuse erhalten                                           |
| 1800     | Wörth         | St. Petrus        |      | I/P     | 6        | nicht erhalten, mehrere Neubauten in Folge                                                      |
| 1832     | Landshut–Berg | Heilig Blut       |      | I/P     | 6        | seit 1904 in der Wallfahrtskapelle Maria Bründl bei Landshut aufgestellt → Orgel                |
| um 1840  | Preisenberg   | Mariä Himmelfahrt |      |         |          | erhalten, 1985 von Ekkehard Simon restauriert → Orgel                                           |
| vor 1843 | Pattendorf    | St. Walburga      |      |         |          | Schrankpositiv, erhalten                                                                        |
| ?        | Pfettrach     | St. Othmar        |      |         |          | Klassizistisches Gehäuse erhalten. Darin erbaute Willibald Siemann im Jahr 1920 ein neues Werk. |